# 凯尔巴克
凯尔巴克（法語：Kerbach，法語發音：[kɛʁbak]；洛林法兰克语：Kerboch）是法国摩泽尔省的一个市镇，位于该省东部，属于福尔巴克-布莱摩泽尔区。

## 地理
凯尔巴克（49°9'59"N, 6°57'54"E）面积4.45 平方千米，位于法国大東部大區摩泽尔省，该省份为法国东北部内陆省份，是洛林的一部分，西南接默尔特-摩泽尔省，东临下莱茵省，北与卢森堡和德国接壤。
与凯尔巴克接壤的市镇（或旧市镇、城区）包括：阿尔斯坦、贝伦莱福尔巴克、布斯巴克、埃茨兰、利克桑莱鲁兰、努斯维莱尔-圣纳博尔。
凯尔巴克的时区为UTC+01:00、UTC+02:00（夏令时）。

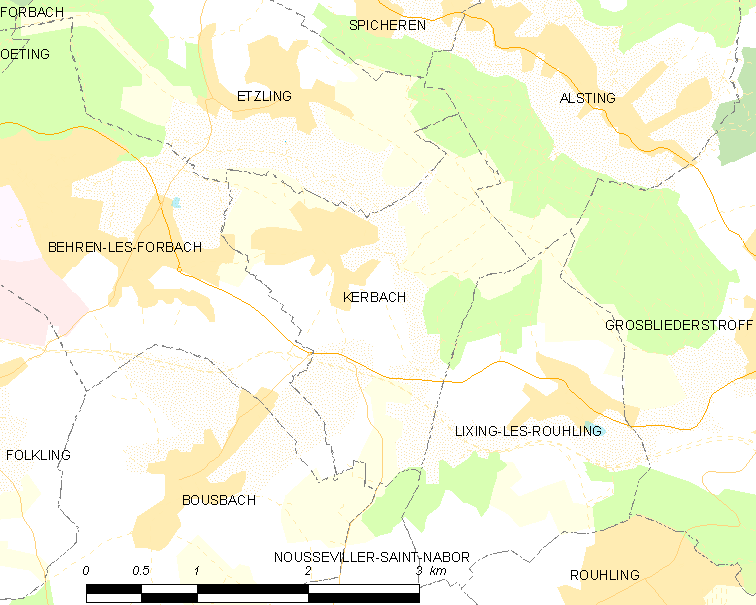
凯尔巴克的OSM定位图

## 行政
凯尔巴克的邮政编码为57460，INSEE市镇编码为57360。

## 政治
凯尔巴克所属的省级选区为斯蒂兰旺代勒县。

## 人口

1962-2008年间凯尔巴克人口变化图示

凯尔巴克于2022年1月1日时的人口数量为1223人。